# Julius Möller (Unternehmer)
Johann Jacob Julius Möller (* 20. April 1793 in Duisburg; † 10. Juni 1877 in Elberfeld) war Kaufmann und Präsident der Handelskammer von Elberfeld und Barmen.

## Leben
Möller stammt aus einer Pfarrersfamilie und war der Sohn von Anton Wilhelm Möller, Oberkonsistorialrat in Münster, er heiratete 1828 die Tochter des Kaufmanns Peter Jakob Wortmann, Anna Margarete Wortmann (* 1802). Als Inhaber einer bedeutenden Baumwoll- und Farbhandlung wurde Möller im April 1836 zum Mitglied der Kammer gewählt. Mehrfach wurde ihm die Leitung von Sonderkommissionen übertragen. Im Juni 1847 wurde zum Präsidenten der Kammer gewählt, schied aber bereits Oktober 1849 aus. Die Wiederwahl als Kammermitglied lehnte er aufgrund seiner anderen Tätigkeiten für das Gemeinwohl ab. So war er, neben seiner Arbeit im kirchlichen Leben, beispielsweise 1859 bis 1865 Stadtverordneter und als Handelsrichter war er tätig.